# ブッシュ・スタジアム
ブッシュ・スタジアム（Busch Stadium III）は、アメリカのミズーリ州セントルイスにある野球場。MLBセントルイス・カージナルスの本拠地である。
レンガと鉄骨を使用した典型的な新古典主義の球場。外野が大きく開けているため、セントルイスのシンボルであるゲートウェイアーチやダウンタウンが見渡せる。
命名権をバドワイザーなどで知られる飲料メーカーのアンハイザー・ブッシュ社が保有している。尚、アンハイザー・ブッシュ社は1953年から1996年までカージナルスの球団のオーナー企業でもあった。
2007年4月1日から全面禁煙。入場後に喫煙する場合は、3カ所の指定出入り口から外に出なければならない。再入場は可能。
2018年は右翼上段にバドワイザーテラスが設置。
2019年から照明がLEDにされる。

## フィールドの特徴
- 投手有利の球場に数えられる。
  - パークファクターでは毎年上位にランクインしている。

## 主要な出来事
- 2006年4月4日、マイナーリーグAAA級メンフィス・レッドバーズとAA級スプリングフィールド・カージナルス（ともにカージナルス傘下）とのエキシビジョン・ゲームで開場（スプリングフィールド 5 - 3 メンフィス）。シドニー・ポンソンが勝利投手となっている。
- 2006年4月10日、MLB公式戦初開催（カージナルス 6 - 4 ブルワーズ）。
- 2009年、オールスターゲーム開催（ア・リーグ 4 - 3 ナ・リーグ）。
- ワールドシリーズ開催：2006年、2011年、2013年
- 2013年5月にサッカーのチェルシーFC対マンチェスター・シティーFC戦が開場以来最も多くの観客を動員した。（4万8263人）[2]
- 2015年11月13日には2018 FIFAワールドカップ・北中米カリブ海4次予選・グループCの試合、アメリカ代表対セントビンセント・グレナディーン代表が行われた。（試合は6－1でアメリカ代表が勝利）
- 2017年1月2日、NHLウィンター・クラシック（ブルースVSブラックホークス）が開催。